# Аз съм гняв
„Аз съм гняв“ (на английски: I Am Wrath) е американски екшън – трилър филм режисиран от Чък Ръсъл и написан от Ивон Готие и Пол Слоун.

## Сюжет
Стенли Хил (Джон Траволта) е честен безработен, който се опитва да си намери работа. Когато съпругата му Вивиан (Ребека де Морни) го посреща на летището, след като той се завръща от поредния опит да си намери работа, те са нападнати от трима наркомани. Вивиан е убита, а Стенли се отдръпва от всички, дори загърбва дъщеря си. Когато убиецът е пуснат на свобода, заради пропуски в съдебната система, Стенли взима нещата в свои ръце.

## Актьорски състав
| Актьор            | Роля            |
| ----------------- | --------------- |
| Джон Траволта     | Стенли Хил      |
| Кристофър Мелони  | Денис           |
| Аманда Шул        | Аби Хил         |
| Ребека де Морни   | Вивиан Хил      |
| Сам Трамел        | детектив Гибсън |
| Луис Да Силва-мл. | Чарли           |
| Патрик Ст. Есприт | Джо Месърф      |